# 埃及地理
27°00′N 30°00′E / 27.000°N 30.000°E

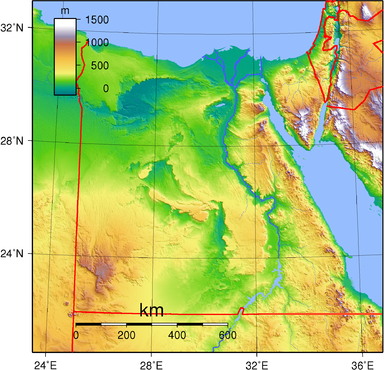
埃及地形圖

埃及橫跨西南亞和北非。臨地中海和紅海。埃及在西部和利比亞接壤、在東部和加沙地帶及以色列接壤、在南部和蘇丹接壤。埃及的國土面積達1,001,449 km2，其面積大約相當于德克薩斯州加新墨西哥州，是英國的四倍、法國的兩倍。埃及南北最長直線距離達1,024 km，東西最長直線距離達1,240 km。埃及的海岸線長度超過2,900 km。埃及國土的大部份地區都是沙漠，可居住地區的面積只有35,000平方公里。埃及全國可分為四個地理大區，分別是尼羅河谷及尼羅河三角洲地區；西部沙漠地區；東部沙漠地區；西奈半島地區。埃及的人口分佈高度集中。

## 外部連結
- Map （页面存档备份，存于）
- Ancient Egyptian Geography（页面存档备份，存于）